# سد اوترو
سد اوترو (به لاتین: Evretou Dam) یک مخزن سد در قبرس است که در Evretou واقع شده‌است.